# Bhinmal
Bhinmal là một thành phố và khu đô thị của quận Jalor thuộc bang Rajasthan, Ấn Độ.

## Địa lý
Bhinmal có vị trí 25°00′B 72°15′Đ / 25°B 72,25°Đ Nó có độ cao trung bình là 146 mét (479 foot).

## Nhân khẩu
Theo điều tra dân số năm 2001 của Ấn Độ, Bhinmal có dân số 39.278 người. Phái nam chiếm 53% tổng số dân và phái nữ chiếm 47%. Bhinmal có tỷ lệ 52% biết đọc biết viết, thấp hơn tỷ lệ trung bình toàn quốc là 59,5%: tỷ lệ cho phái nam là 67%, và tỷ lệ cho phái nữ là 36%. Tại Bhinmal, 18% dân số nhỏ hơn 6 tuổi.